# Gottfried-Wilhelm-Leibniz-Medaille
Die Gottfried-Wilhelm-Leibniz-Medaille ist ein wissenschaftlicher Preis, der seit dem Jahr 2006 von der Leibniz-Sozietät der Wissenschaften zu Berlin vergeben wird. Sie wird als Anerkennung für Forschungsergebnisse von außergewöhnlicher wissenschaftlicher bzw. wissenschaftlich-technischer Bedeutung, die insbesondere auf der Grundlage fachübergreifender Zusammenarbeit erreicht wurden, oder für Arbeitsergebnisse von außergewöhnlicher wissenschaftlicher bzw. wissenschaftlich-technischer Bedeutung, deren Gegenstand vom Hauptarbeitsgebiet der auszuzeichnenden Persönlichkeit abweicht, verliehen.
Die Medaille ist nach dem Universalgelehrten Gottfried Wilhelm Leibniz benannt.

## Preisträgerinnen und Preisträger
- 2006: Rudi Hinte, Dieter B. Kapp
- 2007: Hans Biereigel, Rainer Burghardt
- 2008: Heinz Heikenroth, Hans-Henning Walter
- 2009: Wilfried Bölke, Rolf Riekher
- 2010: Franz Robiller
- 2011: Peter Kühn, Günter Spur
- 2012: Eberhard Hofmann, Helmut Weißbach
- 2013: Annemarie Esche, Gerd Arnd Kley
- 2014: Helmut Fischer, Bodo Lipke
- 2015: Horst Büttner
- 2016: Walter Bühler, Arnd-Rüdiger Grimmer
- 2017: Hans A. Kruse
- 2018: Wolf-Dieter Ludwig
- 2019: Burkhard Unterdörfer (* 1951, Sohn von Gottfried Unterdörfer)
- 2020: William F. Martin
- 2021: Detlev Ganten
- 2022: Hans-Dieter Knapp
- 2023: Gerhard Engel, Evamaria Engel
- 2024: Heinrich Niemann
- 2025: Michael Succow[1], Paul Lauerwald